# Мохамед аль-Джавад
Мохамед Абд Аль-Джавад (араб. محمد عبد الجواد‎; 28 ноября 1962, Джидда) — саудовский футболист, защитник. Всю карьеру провёл в клубе «Аль-Ахли» из Джидды. Выступал за сборную Саудовской Аравии. Победитель Кубка Азии в 1984 и 1988 годов, участник чемпионата мира 1994 года.

## Карьера
Во взрослом футболе Аль-Джавад дебютировал в 1980 году за клуб «Аль-Ахли» из родной Джидды, цвета которого защищал на протяжении всей своей карьеры, продолжавшиеся шестнадцать лет. В 1985 году в составе «Аль-Ахли» стал обладателем клубного кубка чемпионов Персидского залива.
8 марта 1981 года Аль-Джавад дебютировал в официальных матчах в составе национальной сборной Саудовской Аравии в товарищеском матче против Туниса. В её составе становился обладателем Кубка Азии 1984 года в Сингапуре и 1988 года в Катаре, на обоих турнирах в сумме сыграл 12 матчей и забил один гол. Также Аль-Джавад принял участие в Олимпийских Играх 1984 года, проведённых в Лос-Анджелесе. Во время этого турнира он сыграл в всех трёх матчах сборной. Саудовская Аравия покинула турнир на групповом этапе, проиграв все матчи. Выступал на чемпионате мира 1994 года в США. На первенстве мира сборная для многих неожиданно преодолела групповой этап и вышла в плей-офф, где уступила Швеции 1:3. На турнире Аль-Джавад сыграл во всех четырёх матчах. Всего в течение карьеры в национальной команде, провёл за сборную 122 матча, забив 7 голов.

## После завершения карьеры
После завершения футбольной карьеры Аль-Джавад работает аналитиком и интервьюером на телевидении, помимо арабского, он свободно владеет английским и португальским языками.

## Достижения
Чемпион Саудовской Аравии:
- 1983/84

Обладатель Кубка короля Саудовской Аравии:
- 1982/83

Обладатель Кубка наций Персидского залива:
- 1985

Финалист Азиатской лиги чемпионов:
- 1985/86

Обладатель Кубка Азии (2):
- 1984, 1988